# Cézens
Cézens är en kommun i departementet Cantal i regionen Auvergne-Rhône-Alpes i mitten av Frankrike. Kommunen ligger  i kantonen Pierrefort som ligger i arrondissementet Saint-Flour. År 2022 hade Cézens 217 invånare.

## Befolkningsutveckling
Antalet invånare i kommunen Cézens
Referens:INSEE